# Câu chuyện phía Tây (phim)
Câu chuyện phía tây (tên nguyên gốc: West Side Story) là một bộ phim được sản xuất năm 1961. Đạo diễn bởi Robert Wise và Jerome Robbins, bộ phim được chuyển thể từ vở nhạc kịch cùng tên. Tham gia diễn xuất gồm có Natalie Wood, Richard Beymer, Russ Tamblyn, Rita Moreno và George Chakiris. Do có cốt truyện dựa hoàn toàn vào vở kịch Romeo và Juliet nên West Side Story còn được mệnh danh là "Romeo và Juliet hiện đại".
Phim ra mắt vào ngày 18 tháng 10 năm 1961 qua United Artists. West Side Story được đánh giá cao từ các nhà phê bình và là phim có doanh thu nội địa cao thứ hai. 10 giải Oscar được trao cho phim trong 11 đề cử, bao gồm cả giải Oscar cho phim hay nhất. Album nhạc phim đạt doanh thu kỉ lục chưa từng có trước đó.

## Diễn viên
- Natalie Wood vai Maria (giọng hát Marni Nixon)
- Richard Beymer vai Tony (giọng hát Jimmy Bryant)
- Russ Tamblyn vai Riff
- Rita Moreno vai Anita
- George Chakiris vai Bernardo
- Simon Oakland vai trung tá Schrank
- Ned Glass vai Doc
- William Bramley vai sĩ quan Krupke
- Tucker Smith vai Ice
- Tony Mordente vai Action
- David Winters vai A-rab
- Frank Green vai Mouthpiece
- Eliot Feld vai Baby John
- John Astin vai GladHand
- Jay Norman trong vai Pepe
- Bert Michaels vai Snowboy
- David Bean vai Tiger
- Robert Banas vai Joyboy
- Jose De Vega vai Chino

## Giải thưởng và vinh danh
Giải thưởng
- Giải Oscar cho phim hay nhất - Robert Wise, nhà sản xuất
- Giải Oscar cho nam diễn viên phụ xuất sắc nhất - George Chakiris
- Giải Oscar cho nữ diễn viên phụ xuất sắc nhất - Rita Moreno
- Giải Oscar cho đạo diễn nghệ thuật xuất sắc nhất (Trang trí, Màu) - Victor A. Gangelin và Boris Leven
- Giải Oscar cho quay phim xuất sắc nhất (Màu) - Daniel L. Fapp
- Giải Oscar cho thiết kế trang phục (Màu) - Irene Sharaff
- Giải Oscar cho đạo diễn xuất sắc nhất - Jerome Robbins và Robert Wise
- Giải Oscar cho biên tập phim - Thomas Stanford
- Giải Oscar cho nhạc phim chính gốc - Saul Chaplin, Johnny Green, Irwin Kostal, và Sid Ramin
- Giải Oscar cho hòa âm hay nhất - Fred Hynes (Todd-AO SSD), và Gordon Sawyer (Samuel Goldwyn SSD)

Xếp hạng trong Viện phim Mỹ
- 1998 Danh sách 100 phim hay nhất của Viện phim Mỹ #41
- 2002 Danh sách 100 phim tình cảm của Viện phim Mỹ #3
- 2004 Danh sách 100 ca khúc trong phim của Viện phim Mỹ:
  - "Somewhere" #20
  - "America" #35
  - "Tonight" #59
- 2006 Danh sách 100 năm phim ca nhạc của Viện phim Mỹ #2